# Adhémar Jean Claude Barré de Saint-Venant
Adhémar Jean Claude Barré de Saint-Venant (23. srpna 1797, Villiers-en-Bière, Seine-et-Marne – 6. ledna 1886, Saint-Ouen, Loir-et-Cher) byl významný francouzský vědec – fyzik a matematik. Výrazně přispěl k rané matematické analýze mechanického napětí těles a analýze proudění kapalin. Jeho jméno je také spjato se Saint-Venantovým principem mechaniky a dalšími větami matematiky.

## Galerie

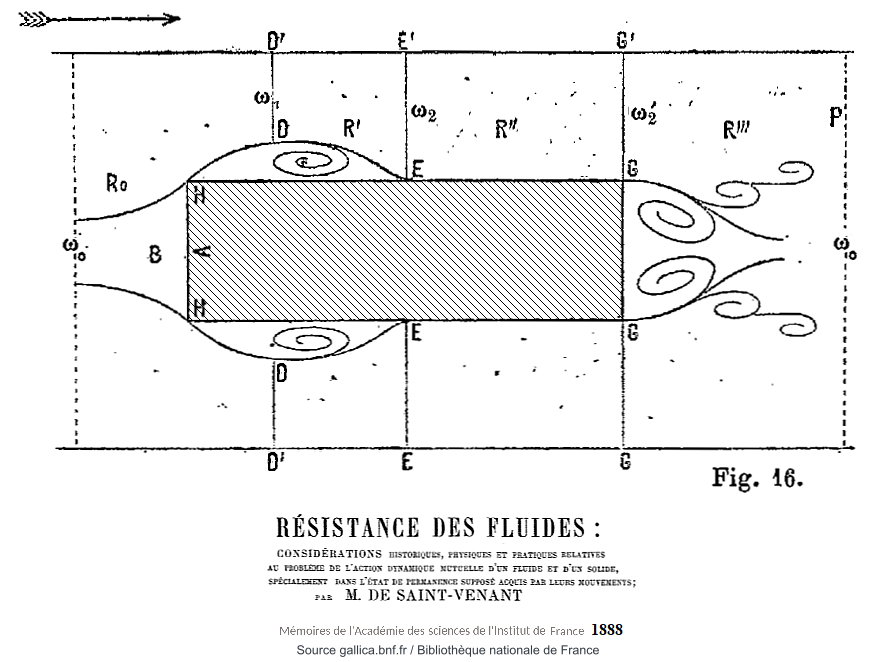
Proudění kapaliny
- Interaktivní prohlížení knihy Formules et tables nouvelles pour la solution des problèmes relatifs aux eaux courantes